# Ferrocarril de Enlace Midland y Suroeste
El Ferrocarril de Enlace Midland y Suroeste (nombre original en inglés: Midland and South Western Junction Railway, abreviado como M&SWJR) era una línea independiente construida para formar un enlace norte-sur entre el Ferrocarril de Midland y el Ferrocarril de Londres y del Suroeste en Inglaterra, lo que permitía que los trenes del Midland y de otras compañías llegaran al puerto de Southampton. El M&SWJR se formó en 1884 a partir de la fusión del Ferrocarril de Swindon, Marlborough y Andover y del Ferrocarril de Extensión de Swindon y Cheltenham. La línea fue absorbida por el Great Western Railway en 1923 a raíz de la aplicación de la Ley de Agrupación de los Ferrocarriles Británicos, y pasó a formar parte de British Railways tras la nacionalización de 1948. El ferrocarril cerró a los pasajeros en 1961 y a las mercancías entre 1964 y 1970. Una pequeña parte del trazado se ha reabierto para los recorridos de un tren patrimonial, el Ferrocarril de Swindon y Cricklade.

## Primeras propuestas
En 1845, el Great Western Railway (GWR) se había establecido como la compañía ferroviaria dominante que controlaba las rutas troncales de oeste a este desde Bristol y desde el oeste de Inglaterra hasta Londres. El GWR era un ferrocarril de gran ancho (7 pies 1/4 plg (2140 mm)) y buscaba monopolizar el área que ocupaba, excluyendo a las compañías competidoras. Se habían propuesto varios proyectos para construir una ruta ferroviaria de norte a sur, en particular una que conectara los distritos industriales de las Midlands Occidentales y Lancashire con Southampton y los Puertos del Canal. Este ferrocarril atravesaría inevitablemente el territorio (al principio únicamente ocupado por la línea de oeste a este Londres-Bristol) que el GWR consideraba propio.
Ya en 1846 se propuso un "Ferrocarril de Mánchester y Southampton"; que habría tenido una longitud de 88 millas (141,6 km), discurriendo desde el norte de Cheltenham hasta Southampton, pasando al este de Swindon y cerca de Marlborough. Construirlo, habría costado 1,5 millones de libras. La propuesta fue derrotada en la Cámara de los Lores por un estrecho margen, después de que el GWR se comprometiera a colocar rieles de vía estrecha en su línea entre Oxford y Basingstoke, facilitando las conexiones norte-sur por esa ruta.
La ambición de un ferrocarril independiente de norte a sur finalmente se redujo a servir a las comunidades locales, y la primera línea del corredor prevista fue el Ferrocarril de Andover y Redbridge, que se fundó el 12 de julio de 1858. Redbridge estaba en el Ferrocarril de Londres y del Suroeste (LSWR) a una corta distancia al oeste de Southampton, un puerto importante. El LSWR adquirió rápidamente la joven empresa (en 1863) y abrió la línea el 6 de marzo de 1865.

## Una línea de vía ancha en Marlborough
El Ferrocarril Extensión de Berks y Hants (B&HER), una extensión del anterior Ferrocarril de Berks y Hants, se inauguró el 11 de noviembre de 1862. Miembro de la familia de ferrocarriles del GWR, se construyó sobre el gran ancho de vía de 7 pies 1/4 plg (2140 mm), y circulaba en una amplia zona de oeste a este entre Devizes y Hungerford, pasando al sur de la importante ciudad comercial de Marlborough y formando otra barrera para las conexiones norte-sur.
Durante la construcción, los empresarios de Marlborough promovieron un ramal independiente del B&HER, autorizado por el Parlamento el 22 de julio de 1861. Se llamaría Ferrocarril de Marlborough y se conectaría con el B&HER en la estación de baja cota de Savernake. La línea se inauguró el 15 de abril de 1864. Los trenes partieron de un nuevo andén en Savernake para hacer el viaje de 5 millas 49 cadenas (8,05 km) a una estación (que luego se convirtió en la Estación de Marlborough High Level), sin paradas intermedias.
Esta línea también fue operada por el GWR. Por su parte, el B&HER y el Ferrocarril de Marlborough fueron absorbidos por el Great Western Railway en 1886, siendo comprado el segundo por 9250 libras en efectivo. Ambas líneas se habían convertido al ancho de 4 pies 8,5 plg (1435 mm) en 1874.

## Ferrocarril de Swindon, Marlborough y Andover

### Primeras tentativas
Los representantes de los intereses comerciales de Swindon y Marlborough presionaron para promover una conexión norte-sur, de forma que se planteó el Ferrocarril de Swindon, Marlborough, Southampton y New Forest, que pronto pasó a llamarse Ferrocarril de Swindon, Marlborough y Andover (SM&AR). Con un apoyo considerable en Marlborough y por parte del LSWR (y quizás con un apoyo sorprendente por parte del Ferrocarril de Marlborough y del GWR), el plan recibió la aprobación real el 21 de julio de 1873, con un capital social de 375.000 libras esterlinas y poderes de préstamo de 125.000 libras más. Se autorizó al Ferrocarril de Marlborough a suscribir hasta otras 25.000 libras esterlinas, lo que permitiría que se llevaran a cabo mejoras en su ferrocarril.
La línea debía comenzar a una corta distancia al este de la estación del GWR en Swindon, haciendo una curva pronunciada hacia el sur y pasando por un túnel de 773 yardas (706,8 m) situado al sur de Hunt Street, y llegaría a una estación conjunta en Marlborough, posiblemente una ampliación de la estación existente. Por último, se realizaría una conexión con el Ferrocarril de Marlborough. Se otorgaron poderes de circulación sobre el ferrocarril de Marlborough y sobre una corta distancia de la línea principal adyacente del Ferrocarril de Extensión de Berks y Hants, desde Savernake hasta Wolfhall Junction. Desde la conexión, una segunda sección del SM&AR debía correr hacia el sur para unirse al Ferrocarril de Londres y del Suroeste (LSWR) en Andover. La sección final a Andover debía discurrir junto a la línea principal del LSWR, pero se prohibió realizar una conexión en el punto de unión de ambas líneas. El LSWR debía construir una tercera línea sobre esa sección y arrendarla al SM&AR.
Cuando a finales de 1874 se sometieron a licitación las obras que contemplaba el proyecto, solo se recibió una oferta por £350.390 11s 0d. Se hicieron esfuerzos para obtener ofertas de otras empresas competidoras y, finalmente, se otorgó un contrato a William Wright el 25 de junio de 1875. Sin embargo, el trabajo defectuoso en el túnel de Swindon pronto provocó el colapso de las obras allí y, al poco tiempo, la quiebra del contratista en diciembre de 1875. La compañía continuó las obras gestionando directamente los recursos necesarios, pero se quedó sin dinero y el trabajo cesó en octubre de 1876. Parecía que el trazado iba a ser abandonado, pero finalmente se obtuvo la autorización parlamentaria para disponer de una prórroga en julio de 1878.

### De Swindon a Marlborough

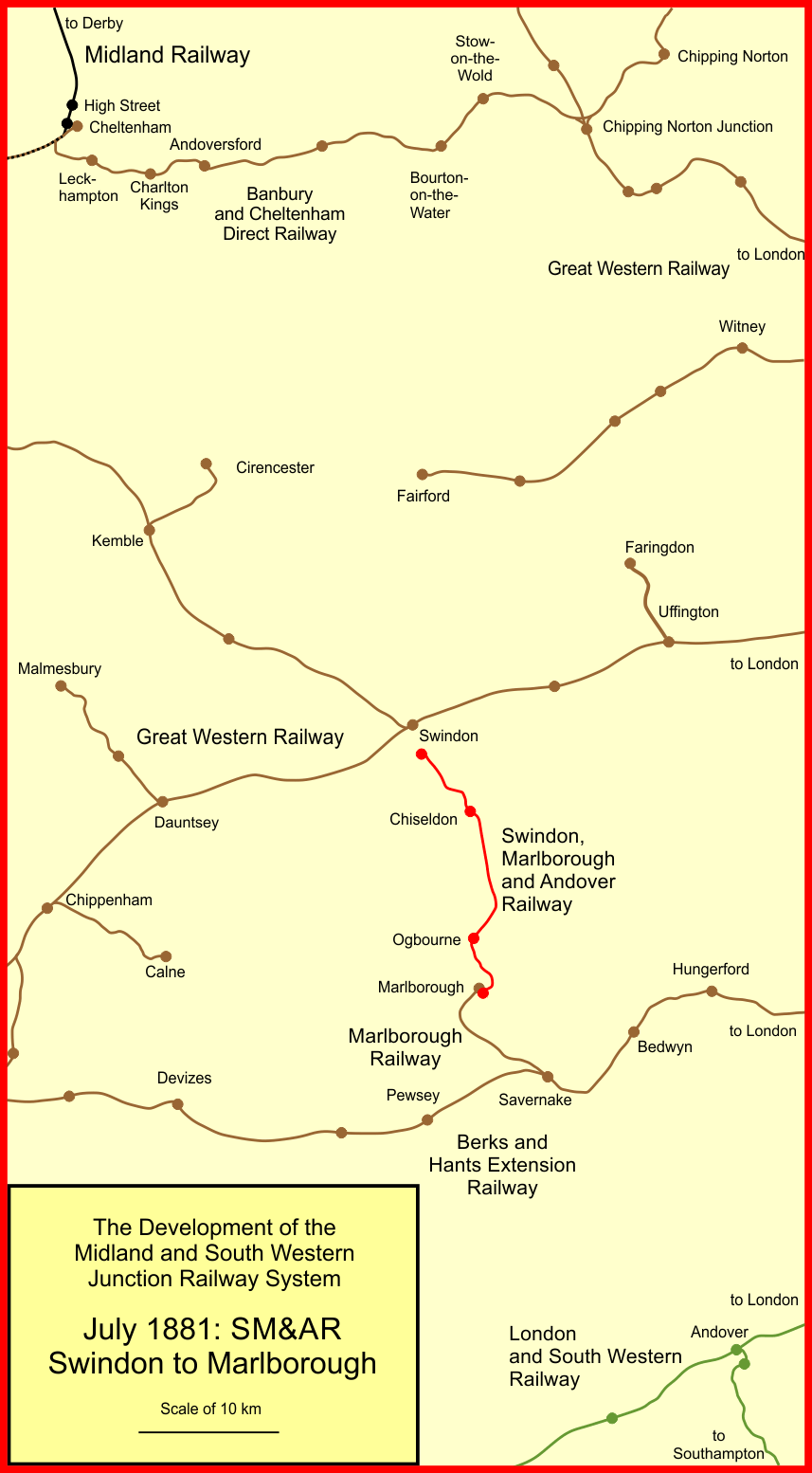
El Ferrocarril de Swindon y Marlborough en 1881

La empresa se dio cuenta de que no había esperanza de reunir el capital necesario para continuar, y planeó una ruta simplificada, con una ingeniería más sencilla. Los cambios de trazado fueron autorizados por ley del Parlamento el 3 de julio de 1879, y permitieron reducir los movimientos de tierra y evitar el túnel de Swindon, a expensas de adoptar pendientes más pronunciadas. La ruta hacia el sur desde Swindon debería discurrir alrededor del oeste de la colina en la que se encuentra Old Town, dejando la línea principal del GWR en Rushey Platt, al oeste de la estación de Swindon del GWR. También se realizó un cambio de trazado en Marlborough para evitar la necesidad de un viaducto, pero esto tuvo el efecto de llevar la línea al Ferrocarril de Marlborough hacia un punto situado un poco al sur de la estación, por lo que el SM&AR tuvo que ubicar su propia estación en este lugar, duplicando la estación de Marlborough. La longitud de los cambios de trazado adoptados alcanzó aproximadamente 8 millas (12,9 km) en las 12+1/2 de milla (20 km) existentes entre Swindon y Marlborough.
En septiembre de 1879, Watson, Smith & Watson reanudó el trabajo "bajo unas condiciones que garantizaban el pago de intereses a los accionistas al 5 por ciento anual hasta que la línea estuviera abierta al tráfico". La solidez financiera de la empresa se consideró dudosa, y no estaba claro cómo se iba a pagar al contratista, pero los dividendos preferenciales fueron autorizados por una ley del Parlamento el 29 de junio de 1880. La construcción avanzó más rápidamente, y la sección de Swindon (estación del SM&AR, más adelante Swindon Town) a Marlborough (estación del SM&A) se abrió formalmente el 26 de julio de 1881 y al público el 27 de julio de 1881. Había estaciones intermedias en Chiseldon y Ogbourne.
Se produjo un accidente el 11 de julio de 1881 en Chiseldon durante un recorrido de pruebas, cuando un interventor se resbaló de un estribo del tren y su pie fue aplastado por una rueda del ferrocarril.
No se habían establecido los términos para el acceso a la Estación de Swindon del GWR, que se mostró hostil desde el principio en las negociaciones iniciadas, dado que consideraba que el SM&AR estaba haciendo posible una ruta de penetración norte-sur, y los términos del acuerdo se sometieron a arbitraje. El resultado fue que se fijaron costes considerablemente reducidos con respecto a las demandas iniciales del GWR: 3900 libras anuales por el uso de la Estación en Swindon del GWR, más algunos otros cargos. El SM&AR inició un servicio de pasajeros entre las estaciones del SM&AR y del GWR en Swindon el 6 de febrero de 1882.

### De Marlborough a Andover
La construcción de la línea al sur de Savernake estaba progresando a buen ritmo, y el 21 de marzo de 1882, el mayor Marindin inspeccionó la apertura de la línea. Se consideró que las nuevas obras del SM&AR eran satisfactorias, pero, por supuesto, la apertura de la línea requería un recorrido de Marlborough a Savernake por el Ferrocarril de Marlborough. Se había abierto en 1864 como un ramal de vía de gran ancho (7 pies 1/4 plg (2140 mm)) de una sola vía. Nunca tuvo la intención de ser una línea directa, e incluía en su trazado pendientes empinadas y curvas cerradas, y el tráfico se regulaba mediante la entrega de testigos, intervalos de tiempo y carecía de bloqueo telegráfico. En Savernake se unió a Ferrocarril de Berks y Hants, que en sí mismo era de vía única, y la estación de Savernake tenía "solo un andén de paso y un equipo de señalización muy rudimentario". Los trenes de pasajeros cambiaban de línea dando marcha atrás desde el andén hacia las vías generales. Marindin dijo que "no era apto para el tráfico existente, y menos para el tráfico adicional que pasaría por él con la apertura de las líneas adicionales".
Por lo tanto, se le negó al SM&AR el permiso para abrir hasta que el GWR (en realidad, la empresa administradora del B&HER y del Ferrocarril de Marlborough) mejorara las instalaciones en Savernake, en particular disponiendo sistemas de enclavamiento y de señalización en el ramal. Para ello fue necesario tramitar una ley habilitadora, la Ley del SM&A de 1882.
En ese momento, la sección sur del SM&AR estaba lista, y la compañía había contratado y capacitado personal para trabajar en la línea, por lo que inició un servicio de tren desde su estación de Grafton a Andover, a partir del 1 de mayo de 1882. Para ello se utilizó una conexión temporal en un punto de unión cerca de Andover (más tarde se llamaría Red Post Junction). Se prohibió el uso permanente de dicha conexión, de forma que la tercera vía desde allí hasta Andover para el uso de los trenes del SM&AR, entró en funcionamiento el 20 de noviembre de 1882. Las estaciones intermedias estaban en Collingbourne, Ludgershall y Weyhill.
El GWR no se apresuró a preparar la línea de Marlborough para su compañía rival, y la responsabilidad financiera de las obras de mejora se debió someter a arbitraje. Mientras tanto, los operarios del SM&AR, responsables de dos tramos separados del ferrocarril, tuvieron que adquirir un caballo y una calesa para realizar las visitas gerenciales a su línea. Las obras finalizaron el 30 de enero de 1883, por lo que finalmente el SM&AR pudo operar desde Swindon hasta Andover desde el 5 de febrero de 1883. Su propia ruta iba desde Rushey Platt (cerca de Swindon) hasta Marlborough Junction (13 millas 47 cadenas (20,92 km)) y Wolfhall Junction (al este de Savernake en B&HER) hasta Red Post Junction (al oeste de Andover, 14 millas 1 cadena (22,53 km)). Todo el trazado era de vía única excepto la curva de conexión en Rushey Platt y una sección corta en Marlborough. El capital invertido superó las 600.000 libras esterlinas.

## Ferrocarril de extensión de Swindon y Cheltenham

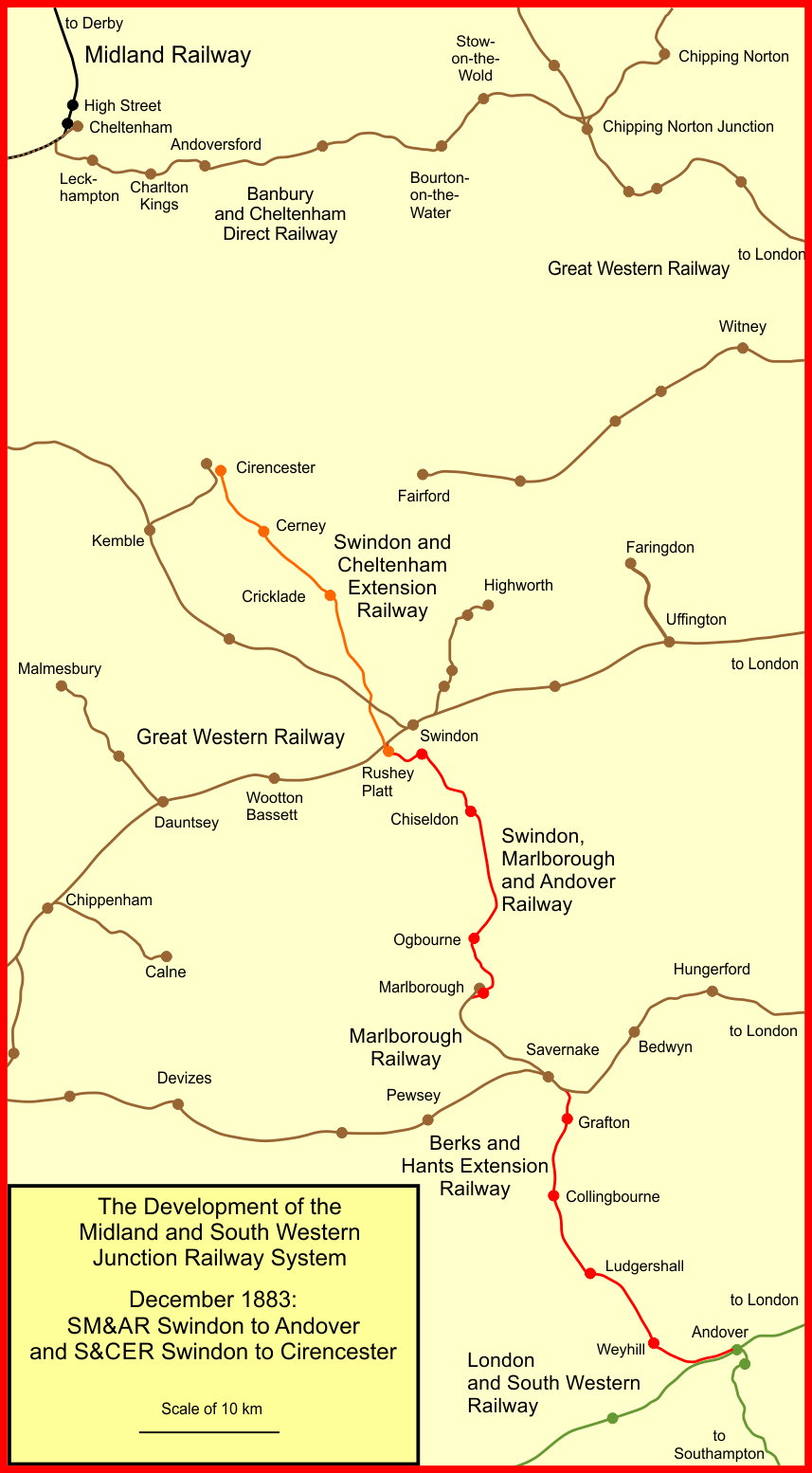
Precursores del MSWJR en 1883

La aspiración original había sido unir el Ferrocarril de Midland con la costa sur: llegar a Swindon no era suficiente. El 18 de julio de 1881 se obtuvo un Acta de incorporación para una "compañía nominalmente independiente", el Ferrocarril de Extensión de Swindon & Cheltenham (S&CER). Debía construirse desde Rushey Platt hasta Andoversford, un poco al este de Cheltenham, hacia el Ferrocarril Directo de Banbury y Cheltenham recientemente inaugurado (miembro del grupo de compañías aliadas del GWR). Esto le daría acceso al S&CER a Cheltenham. La ley autorizó algunos ramales (que nunca se construyeron) y se aseguró frente a la oposición del GWR, gracias a la vinculación del S&CER al SM&AR, a su vez aliado del LSWR.
Obtener la Ley le había resultado caro a la compañía en gastos parlamentarios, pero instruyó a Watson, Smith y Watson para que procedieran con la construcción, pero parece que se realizó una supervisión insuficiente del contratista. Además, continuaron las tácticas de obstrucción de su compañía rival, que seguía poniendo impedimentos a que el puente del S&CER cruzase la línea principal del GWR en Rushey Platt.
Enfrentándose también a serias dificultades financieras, la compañía logró abrir una sección de la línea entre Swindon y Cirencester el 18 de diciembre de 1883 (aunque un servicio casi simbólico de mercancías había funcionado desde el 1 de noviembre). Contaba con estaciones intermedias en Rushey Platt (inmediatamente al sur de la línea del GWR, con andenes separados en la curva hacia el GWR y en la nueva línea principal), entre Cricklade y South Cerney. El S&CER fue operado desde un principio por el SM&AR.

## Ferrocarril de Enlace Midland y Sur Oeste
El S&CER había sido una creación del SM&AR, y estaban en una situación obvio para fusionarse, lo que se realizó mediante la Ley del Parlamento el 23 de junio de 1884, que especificaba que su nombre sería "Compañía del Ferrocarril de Enlace Midland y Suroeste". La red se extendía desde Cirencester hasta Red Post Junction, aún sin formar una conexión directa hacia el norte. Se realizaron algunos trabajos en la sección final, pero la empresa atravesaba graves dificultades financieras y el contratista Watson, Smith and Watson quebró en 1885. El propio M&SWJR ahora no podía pagar sus facturas y entró en suspensión de pagos en 1884, aunque continuó operando bajo la supervisión del Síndico de la Cancillería, que insistió en la suspensión inmediata del servicio de pasajeros de conexión de Swindon a la estación del GWR, en el que el M&SWJR había perdido 1464 libras antes de pagar los elevados peajes del GWR.
En esta situación desesperada, la única esperanza era completar la línea directa, y la compañía obtuvo la autoridad para emitir obligaciones (que tendrían prioridad en cualquier distribución de ganancias sobre todas las emisiones de acciones anteriores) en 1886 y nuevamente en 1887, y se firmó un contrato con Charles Braddock, que se comprometió a pagar la adquisición de la tierra y a abonar algunos pasivos de intereses del M&SWJR a cambio de 189.000 libras en obligaciones perpetuas al 5%.
Surgieron más problemas, cuando el túnel de Chedworth sufrió un derrumbe parcial el 9 de junio de 1890, seguido del colapso de un puente cercano en febrero de 1891. Aunque la Ley del M&SWJR otorgó poderes de circulación desde Andoversford a Cheltenham sobre el GWR (Ferrocarril Directo de Banbury y Cheltenham), sus términos debían negociarse y, una vez más, el GWR hizo el trato lo más difícil que pudo. El 16 de marzo de 1891 se inició un servicio de mercancías simbólico a Dowdeswell.

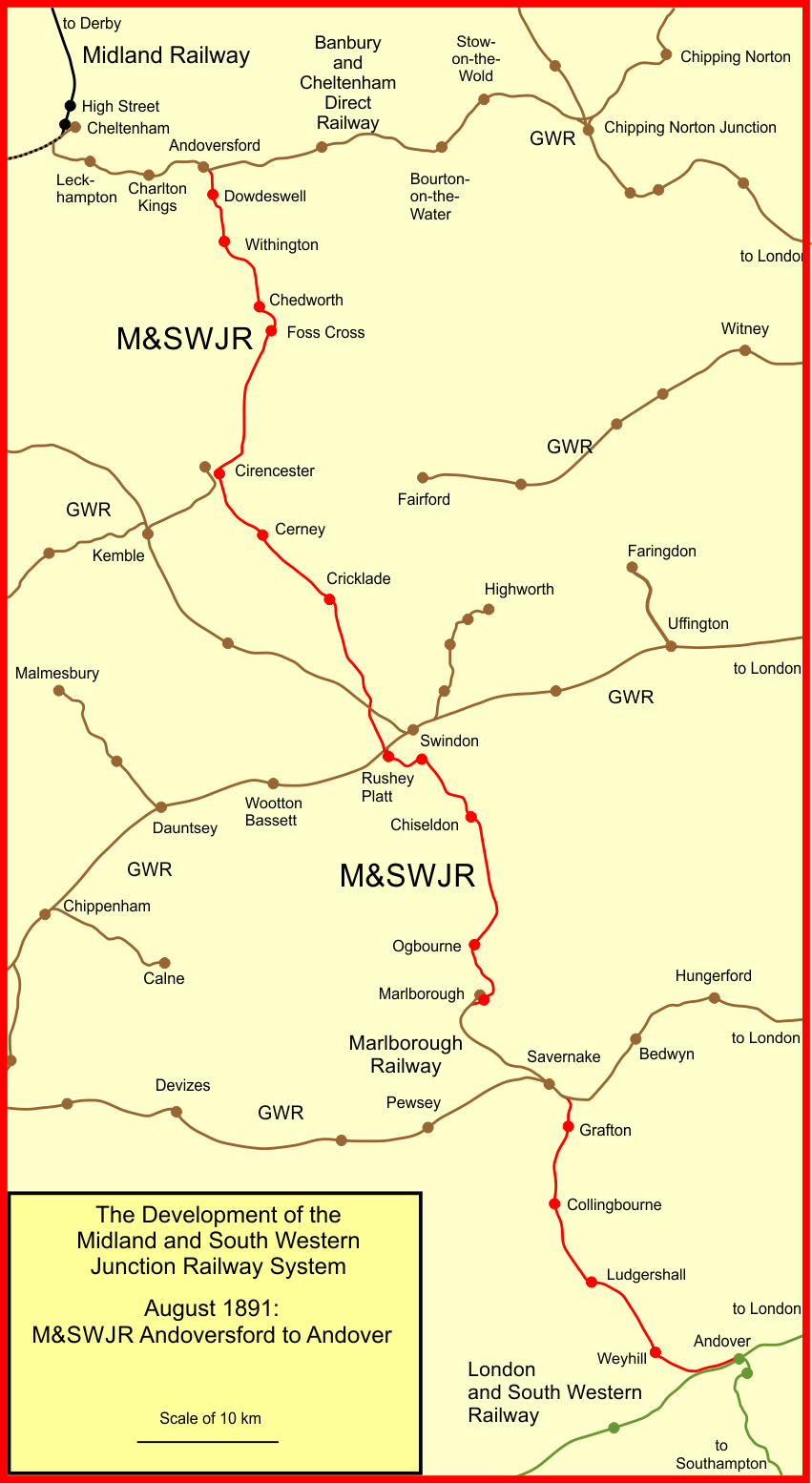
El MSWJR en 1891

El 1 de agosto de 1891, la compañía finalmente completó las negociaciones para llegar a la estación del Ferrocarril Midland en Cheltenham (más tarde Lansdown) y los trenes finalmente circularon, con vagones directos a Southampton operados por el LSWR desde Andover. Aparte del régimen de circulación sobre otras líneas, el nuevo tramo constaba de 13+3/4 de milla (22 km) de vía única, y contaba con estaciones en Withington y Foss Cross. Se instaló el sistema denominado Tyer's Electric Train Tablet para gestionar la vía única, lo que supuso una mejora considerable en el personal y respecto al sistema de testigos utilizado en las secciones abiertas anteriormente. El Ferrocarril de Midland amplió considerablemente su alojamiento para pasajeros y también sus instalaciones de mercancías en la Estación de Cheltenham High Street.
La construcción de toda la línea había costado 1.300.000 libras esterlinas.
La Estación de Chedworth se inauguró el 1 de octubre de 1892 en la sección norte, y la Estación de Dowdeswell pasó a llamarse Andoversford & Dowdeswell el 2 de octubre de 1892. Por último, la Estación de Blunsdon, situada al sur de Cerney, abrió el 1 de septiembre de 1895.

## Llegada a Southampton
Mientras se lograba una conexión con el Ferrocarril de Midland en el norte, la compañía logró un éxito en el sur: la Ley del Parlamento otorgó plenos poderes de funcionamiento desde Andover hasta los muelles de Southampton en 1882; "un derecho valioso disfrutado por ninguna otra empresa". La operación de mercancías comenzó el 1 de noviembre de 1892 y los pasajeros pudieron viajar con máquinas y tripulaciones del M&SWJR a partir del 1 de junio de 1894. La empresa finalmente había logrado la conexión para operar sus propios trenes entre el Ferrocarril de Midland en Cheltenham y un puerto con tráfico hacia el Canal de la Mancha en Southampton.

## Sam Fay
En los primeros años del MS&WJR y sus asociados, el control gerencial de las actividades de la empresa era deficiente y los ingresos eran escasos, mientras que el interés de los préstamos era una carga abrumadora. De hecho, la empresa estaba en suspensión de pagos, lo que fue reconocido por los directores, y en 1891 se iniciaron contactos con el Ferrocarril de Londres y del Suroeste (LSWR) para pedir consejo. Los directivos del LSWR propusieron a Sam Fay, entonces de 35 años, para que se hiciera cargo de la empresa en crisis, de la que se convirtió en gerente general y secretario. En cinco años, Fay aumentó los ingresos en un 63%, mientras que los gastos de explotación aumentaron tan solo un 13 %, de manera que pudo levantar la quiebra de la empresa el 10 de noviembre de 1897. Después de este éxito, Fay regresó al LSWR para convertirse en su gerente general en abril de 1899.

## Cruce elevado sobre el GWR en Marlborough

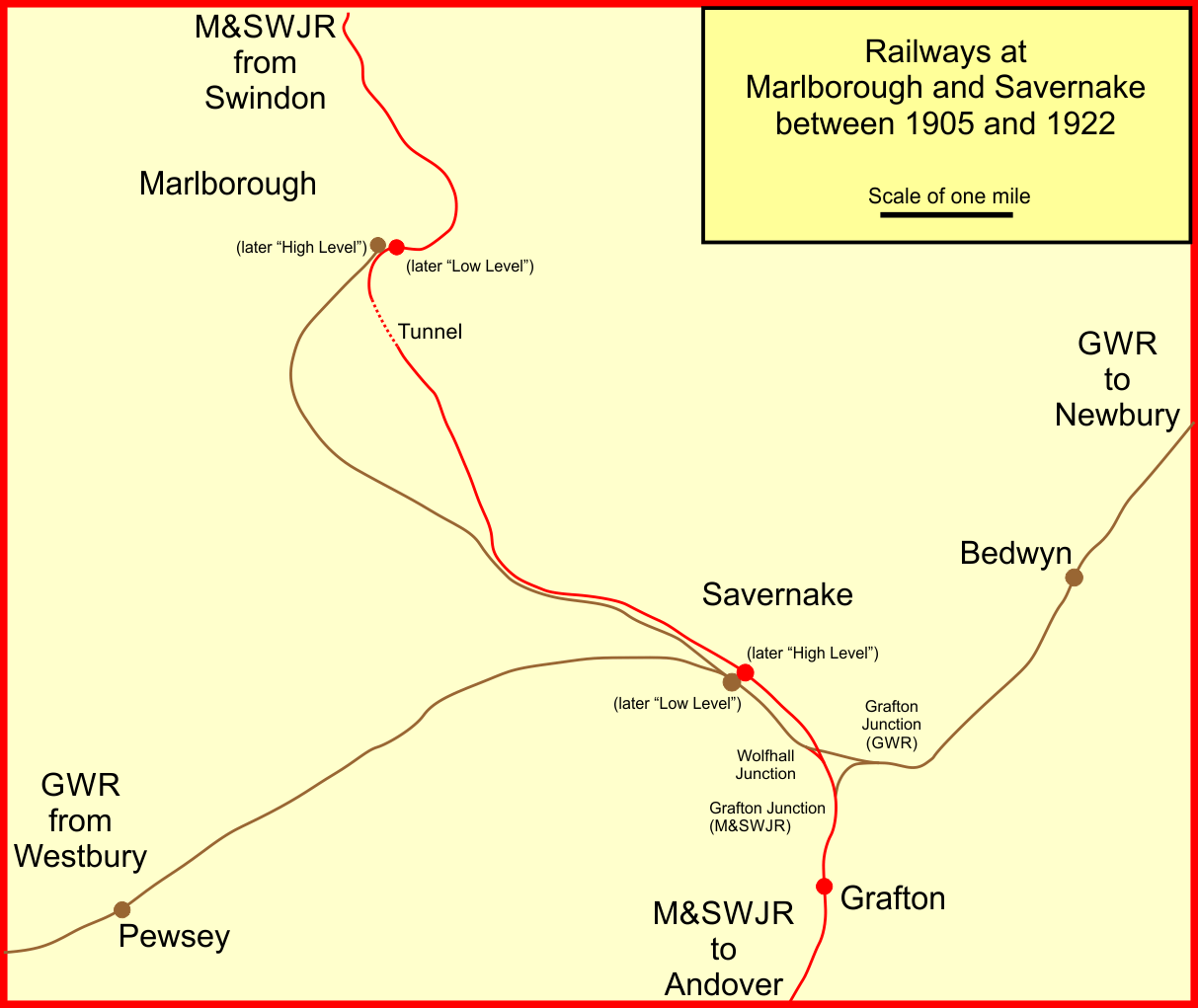
Ferrocarriles cerca de Marlborough y Savernake

La conexión directa se había logrado pasando por encima de la vía del GWR, que había seguido mostrando un comportamiento hostil, para poder pasar desde Marlborough hasta Grafton Junction. En un determinado momento se sugirió que el GWR operaba deliberadamente la señalización de la línea para generar retrasos en los trenes de las compañías rivales; y seguían aplicándose restricciones sobre tarifas y tasas de mercancías; el potencial del veto de paso de algunas mercancías; y una parada obligatoria de inspección de billetes en Savernake. Además, la línea tenía fuertes pendientes que limitaban las cargas de los trenes directos, y debía pagarse un peaje de 3.000 libras esterlinas anuales por el uso de la línea.
Hubo intentos de obtener la autorización parlamentaria para que el Ferrocarril de Enlace pudiera pasar por las vías del GWR en 1884 y 1889, pero ambos fracasaron debido a la oposición de GWR en el Parlamento. En 1894 se presentó una propuesta más cuidadosamente preparada, en colaboración con Henry Brudenell-Bruce, 5º marqués de Ailesbury, propietario de muchos terrenos contiguos a la ruta prevista.
En esta ocasión, el proyecto de ley tuvo éxito, de forma que el 7 de agosto de 1896 se incorporó el "Ferrocarril de Marlborough y Grafton", nominalmente independiente, y el 26 de junio de 1898 se inauguró la nueva línea. El trazado tenía una longitud de 5+3/4 de milla (9,3 km), era de doble vía, y la línea existente desde el sur de Savernake hasta Grafton se duplicó y pasó a la nueva empresa. Había un túnel de 647 yardas (591,6 m) cerca de Marlborough y la pendiente dominante era de 1 en 100, notablemente más suave que en el Ferrocarril de Marlborough. Se eliminaron las conexiones a la línea del GWR en Marlborough y en Savernake (Wolfhall Junction).
La nueva empresa pasó a manos del M&SWJR por la Ley del Parlamento del 1 de agosto de 1899.

## Alianza con el Ferrocarril de Midland
Habiendo asegurado su ruta directa a Cheltenham, el M&SWJR pudo negociar un estatus preferencial con el Ferrocarril de Midland, que acordó enrutar el tráfico de paso preferentemente sobre la línea. El Ferrocarril de Midland obtuvo poderes de operación sobre el M&SWJR y, notablemente, sobre una sección del GWR. El Midland también otorgó generosos préstamos al M&SWJR, necesarios para duplicar parte de su ruta.

## Cooperación con el Great Western
De manera sorprendente, Fay negoció un acuerdo de cooperación con el GWR, que duplicaría su línea entre Andoversford y Cheltenham e instalaría puestos de bloqueo adicionales (lo que permitiría avances más cercanos) facilitando que los trenes del M&SWJR hicieran escala en estaciones intermedias en la línea. El M&SWJR acordó abandonar una nueva línea propuesta desde Andoversford hasta Winchcombe, al norte de Cheltenham, que habría permitido prescindir de la sección de la ruta del GWR. Es probable que la propuesta tuviese un propósito eminentemente táctico. Los acuerdos fueron firmados el 14 de marzo y el 10 de abril de 1899, y representaron la cima de los logros del gerente general, Sam Fay.

## Tidworth
Las tensiones iban en aumento en Sudáfrica, donde en octubre de 1899 se reanudaron las hostilidades con el estallido de la segunda guerra bóer. En preparación para la acción militar, la Oficina de Guerra deseaba expandir sustancialmente el campamento de la guarnición en Tidworth. Como parte de este proceso, la Oficina de Guerra hizo construir a los contratistas el "Ferrocarril de Tidworth Camp", conectado al M&SWJR en Ludgershall. En un principio fue un apartadero, puesto en servicio en 1901 para la construcción del cuartel. El 1 de julio de 1902 se abrió al tráfico de mercancías y el 1 de octubre de 1902 a los pasajeros. Por acuerdo del 16 de febrero de 1903, el M&SWJR lo adoptó como ferrocarril público, alquilado al Departamento de Guerra. Tenía una longitud de 2 millas 33 cadenas (3,22 km), casi todo de una sola vía.
Tal fue el volumen de tráfico asociado con el ejército, que la estación se convirtió en la estación "principal" en el sistema del M&SWJR, con ingresos anuales superiores a los del resto del sistema en su conjunto.

## Cambios de infraestructura en 1922
El préstamo del Ferrocarril de Midland se utilizó rápidamente para duplicar la mayoría de la línea, que se fue abriendo en las sucesivas etapas siguientes:
- De Weyhill a Ludgershall 28 de agosto de 1900
- De Andoversford a Withington el 2 de septiembre de 1900
- De Cirencester a Foss Cross el 12 de julio de 1901
- De Ludgershall a Collingbourne el 1 de septiembre de 1901
- De Foss Cross a Withington el 8 de junio de 1902
- De Collingbourne a Grafton el 2 de noviembre de 1902

Como parte del acuerdo, el GWR duplicó su línea entre Andoversford Junction y Lansdown Junction, abriéndose el 28 de septiembre de 1902.
El servicio de pasajeros en la curva de Rushey Platt se canceló en 1885 y la propia estación de pasajeros cerró el 1 de octubre de 1905.
El 25 de marzo de 1913, se abrió el andén de Moredon a poca distancia al norte de Rushey Platt. Era una estructura construida con traviesas cortas y parece haber sido destinada principalmente al tráfico de leche, y que carecía de servicios de pasajeros anunciados.
Se prohibió la conexión a la línea del LSWR en Red Post Junction, pero esta restricción se suspendió durante la Primera Guerra Mundial y se realizó una conexión allí en 1917.
Cuando se abrió la Línea de Marlborough y Grafton, la conexión de la línea del B&HER en el empalme de Wolfhall se dejó como un apartadero en desuso, pero comenzó a usarse para transferencias de vagones a partir del 1 de noviembre de 1900. Más adelante, el 28 de julio de 1902, fue reemplazado por una conexión frontal controlada desde una nueva caseta de señales del M&SWJR localizada en Wolfhall Junction. El GWR había obtenido poderes para operar hacia Ludgershall en relación con los anticipados movimientos de tropas, y tendió una curva al este de doble vía en Wolfhall el 6 de septiembre de 1905. La anterior caseta de señales del MS&WJR se reubicó un poco hacia el sur para controlar la conexión de esta curva, así como de la curva oeste anterior.
En consecuencia, la conexión a la línea del GWR en Marlborough se eliminó en 1898 con la apertura de la línea del M&GR, pero fue rehabilitada para realizar transferencias de vagones en noviembre de 1926.
La línea del SM&AR se había colocado originalmente con rieles Vignoles (de fondo plano) de 70 libras por yarda (34,7 kg/m) en barras de 18 a 24 pies (5,5 a 7,3 m), pero la extensión hacia el norte se colocó con carriles de cabeza de toro de 75 lb/yd (37,2 kg/m). La vía limitaba el peso de la locomotora y fue reemplazada gradualmente por la vía de cabeza de toro de 87 lb/yd (43,2 kg/m), operación que se completó en 1928.
La Estación de Cerney pasó a llamarse South Cerney el 1 de julio de 1924, y la Estación de Blunsdon se cerró en septiembre de 1924.

## Servicios de tren
En la apertura de toda la línea del M&SWJR, el servicio de trenes de pasajeros no estaba bien organizado, pero en 1892 se tomaron prestados dos trenes completos (locomotora y vagones) del LSWR que funcionaron como trenes rápidos entre Southampton y Cheltenham hasta que el material del M&SWJR estuvo disponible. Los mejores trenes circulaban antes del comienzo de la Primera Guerra Mundial, tardando 2 h 27 min en dirección norte y 2 h 36 min en dirección sur entre Southampton West (ahora rebautizado como Central) y Cheltenham, una distancia de 94+3/4 de milla (152,5 km). El Ferrocarril de Midland tenía automotores directos a varios destinos, incluidos Sheffield, Mánchester, Bradford y Leeds.

## Locomotoras

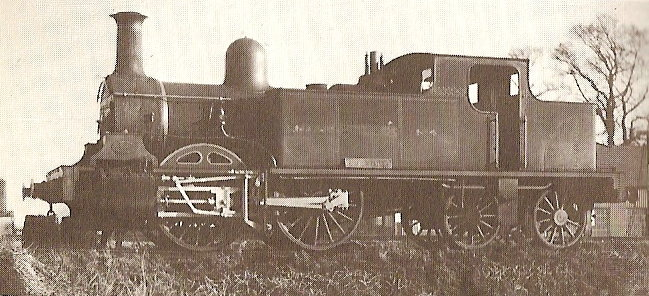
Locomotora Fairlie 0-4-4T del Ferrocarril de Swindon Marlborough & Andover (1878)

El SM&AR compró tres locomotoras tanque 0-6-0 de Dübs and Company para su apertura. Numeradas del 1 al 3, tenían ruedas de 4 pies (1219 mm) de diámetro y cilindros exteriores. Se adquirieron tres locomotoras tanque 2-4-0 de Beyer Peacock en 1882 y una cuarta en 1884. Estaban destinadas a remolcar trenes pasajeros y se numeraron del 5 al 8. Contaban con ruedas de 5 pies 6 pulgadas (1676 mm) de diámetro y con cilindros exteriores. Estas últimas máquinas demostraron ser más efectivas en los recorridos de mayor longitud.
La nº 4 de la serie era una locomotora tanque Fairlie 0-4-4 con ruedas motrices de 5 pies 6 plg (1676 mm) de diámetro y válvulas Walschaerts, que había sido construida por la Avonside Engine Company como máquina de demostración para la Exposición de París de 1878, siendo adquirida por el SM&AR en 1882. Resultó ser poco fiable y costosa de mantener, y en 1892 fue dada de baja por orden de Fay.
La empresa, por entonces en quiebra, tenía solo siete locomotoras para operar su ruta extendida, y en 1893 uno de sus directores, Percy Mortimer, adelantó el dinero necesario para comprar una locomotora auxiliar 4-4-0, de Dübs, que recibió el n° 9. Tenía ruedas motrices de 6 pies (1829 mm) de diámetro, pero con un peso de 69 toneladas largas (70,1 t) con ténder, dañaba las livianas vías de la compañía. En aquel momento, Fay logró establecer un fideicomiso con el fin de financiar la compra de locomotoras (y la construcción de un nuevo depósito de reparación en Cirencester), y en 1894 la compañía adquirió tres locomotoras con ténder 2-4-0 más ligeras, con ruedas de 5 pies 6 plg (1676,4 mm) de diámetro, numeradas del 10 al 12. Estas tres locomotoras se incorporaron al parque de locomotoras del GWR cuando el M&SWJR fue absorbido en 1923 al amparo de la Ley de Ferrocarriles de 1921.
En 1894, la empresa también adquirió dos locomotoras tanque 0-6-0 con cilindros interiores de Dübs, numeradas 13 y 4 (número que quedó libre al desguazarse la locomotora Fairlie).
Se adquirieron tres locomotoras de Beyer Peacock: una locomotora tanque 0-4-4 con ruedas de 5 pies 2 plg (1575 mm) de diámetro, la n° 15; y una locomotora ténder 2-6-0 originalmente destinada a un ferrocarril sudamericano pero nunca entregada. Esta locomotora, adquirida en 1895, se convirtió en la número 14 y tenía ruedas motrices de 4 pies (1219 mm) de diámetro y cilindros exteriores, pero requirió algunos ajustes para su uso en Inglaterra, incluido el montaje de los topes delanteros ligeramente por encima de los bastidores. Cuando circulaba a gran velocidad remolcando un tren de carga, la locomotora n° 14 tenía un modo de andar muy característico que le valió el apodo de "Alicia al galope". Tuvo tanto éxito, que se encargó otra máquina idéntica, que recibió el nº 16 en 1897.
En 1897, se compraron dos locomotoras tanque 4-4-4 fabricadas por Sharp, Stewart and Company, diseñadas con ruedas motrices de 5 pies 3 plg (1600 mm) y numeradas 17 y 18. Estas máquinas resultaron útiles para remolcar trenes de pasajeros en servicios con numerosas paradas.
Se compraron seis máquinas auxiliares 0-6-0 de Beyer, Peacock en 1899 y otras cuatro en 1902. Tenían ruedas de 5 pies 2+1/2 plg (1588 mm) y demostraron ser capaces de trabajar tanto con mercancías como con pasajeros, siendo numeradas del 19 al 28. Les siguieron nueve máquinas auxiliares 4-4-0 adquiridas a la North British Locomotive Company, que fueron entregadas entre 1905 y 1914. Tenían ruedas motrices de 5 pies 9 plg (1753 mm). Con un arqueo de 82 toneladas largas (83,3 t) con ténder, eran máquinas muy pesadas, pero en aquella época la vía permanente ya se había reforzado con carriles más resistentes. Su esfuerzo tractor era de 14,65 lbf (0,1 kN) al 75% de la presión de trabajo de la caldera. Fueron numeradas del 1 al 8 y 31.
Todas, excepto las numeradas originalmente del 1 al 8, pasaron al Great Western Railway tras la agrupación de 1923. Solo las máquinas numeradas del 10 al 12 llegaron a traspasarse a British Railway en 1948, recibiendo los números 1334, 1335 y 1336.

## Señalización
El sistema de señalización adoptado en las primeras líneas de las empresas integrantes del M&SWJR consistía en la entrega de testigos entre los maquinistas y los encargados de las estaciones. Las señales utilizadas cuando se trabajaba en las vías mostraban el color blanco cuando la plataforma estaba despejada y el color rojo cuando había peligro, una disposición bastante común en ese momento.
Cuando se abrió la extensión norte desde Cirencester hasta Andoversford Junction, se adoptó la tableta eléctrica Tyers, más moderna y flexible. Más adelante, al ponerse en servicio la línea de doble vía de Marlborough y Grafton, se instaló el sistema Sykes de cierre y bloqueo. Era un dispositivo sofisticado, cuya principal ventaja era el manejo de líneas con tráfico denso. Pero su complejidad se convirtió en una desventaja considerable, y en 1902 fue reemplazado con equipos de bloqueo de tres posiciones de un solo cable de Tyers, que se estaba instalando en las secciones de doble vía ampliadas en otras partes de la ruta.
Cuando se llevó a cabo la racionalización de 1933 en las áreas de Marlborough y Savernake, quedaba una pequeña sección de vía única entre Wolfhall Junction y Grafton South Junction gestionada mediante un circuito de vía que empleaba un "instrumento especial para una sola vía". Las señales de la sección se enclavaron eléctricamente, siendo una de las primeras instalaciones de este tipo instaladas en Gran Bretaña.
En 1960, el sistema de señalización era de "ficha eléctrica" en todas las secciones de una sola vía, excepto en la sección corta en Wolfhall Junction mencionada anteriormente. El bloqueo absoluto se aplicó a las secciones de doble vía: Savernake West a Wolfhall Jn y Grafton South Jn a Red Post Jn. Además, había una sección de triple vía desde Swindon "A" hasta el cuadro de señales de Swindon "B".

## Métodos operativos
Adrian Vaughan relata una conversación anecdótica sobre los métodos operativos de M&SWJR; un hombre llamado Nelson Edwards está recordando los días previos al agrupamiento; con él están Bill Curtis, ex M&SWJR, y Sid Tyler, GWR:

"Incluso nos faltaban furgones de cola para mercancías. Cuando queríamos hacer un viaje a la central eléctrica de Moredon con carbón, reservamos un furgón de cola especial para el trabajo: era un viejo depósito de agua. Cuando estaba dentro actuando como guardia, mi cabeza asomaba muy bien por el orificio de llenado, y los compañeros más bajos estaban colocados en una cámara interior".

"No sólo eso", afirmaba Bill, "sino que también andábamos cortos de luces traseras. Si un tren especial tenía que dirigirse hasta Tidworth, a menudo teníamos que colgar una tapadera en el tope del último vagón". Nelson estuvo de acuerdo en que esto también se hizo en los viajes de Moredon.
"Bueno, maldita sea", dijo Sid, "¿qué habrías hecho si los acoplamientos se hubieran roto y estuvieras en un tanque de agua en la parte trasera del tren que sube por la orilla de Rushey [Platt] a [Swindon] Old Town? ¡No tienes ninguna posibilidad sin frenos, cuesta abajo y en el primer punto de captura!"

Nelson y Bill sonrieron felices ante el alboroto que Sid estaba armando. "De todos modos, era un hombre en la parte trasera del tren", dijo Bill. "Eso fue mejor que nada".

## Agrupación

### Cambios generales

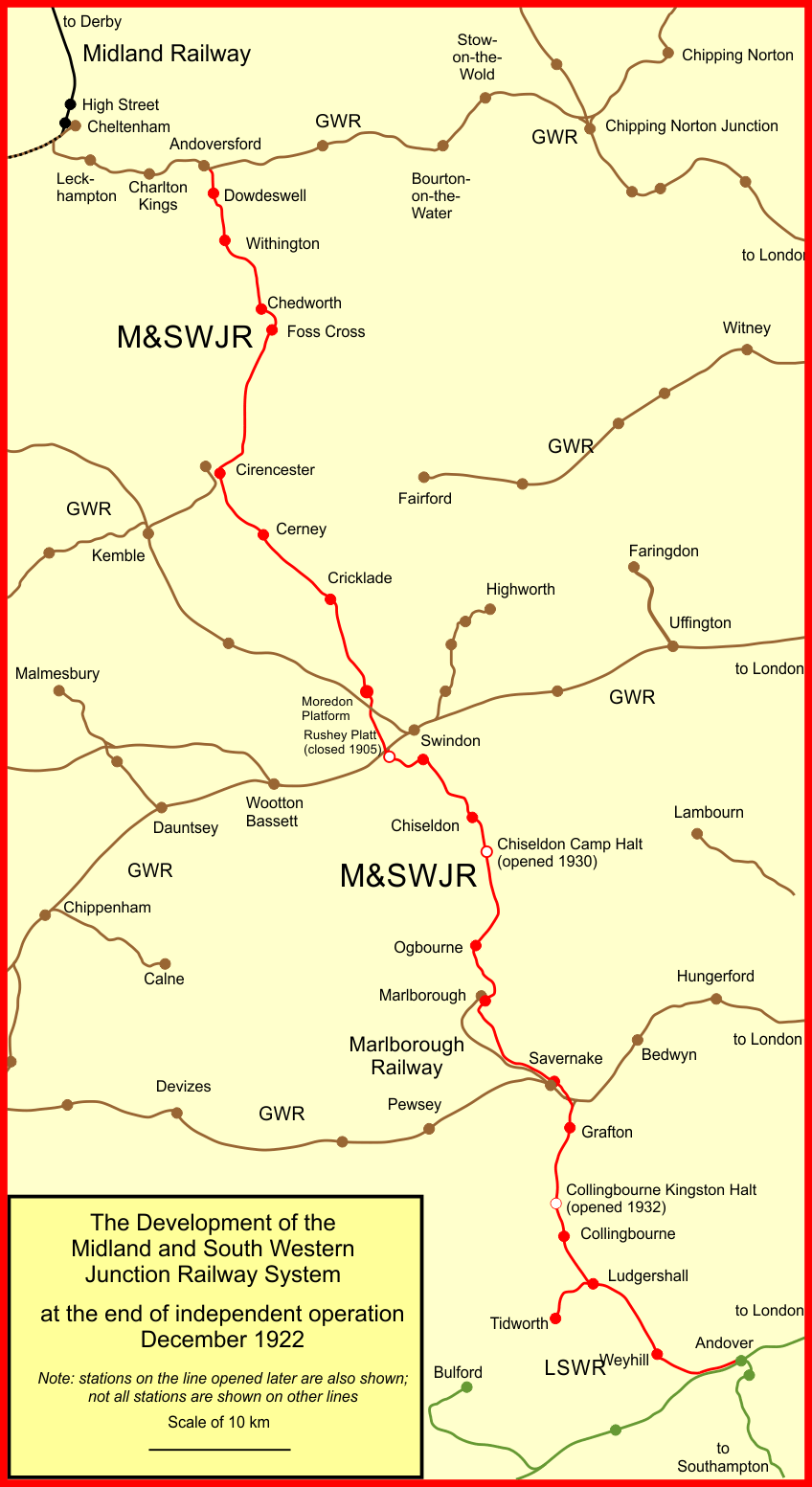
El MSWJR en 1922

A principios de 1923, la mayoría de los ferrocarriles de Gran Bretaña se "agruparon" en una de las cuatro grandes empresas bajo la Ley de Ferrocarriles de 1921. El Great Western Railway absorbió numerosas líneas más pequeñas, incluido el M&SWJR. La fecha de vigencia fue el 1 de julio de 1923. En ese momento, el M&SWJR poseía 29 locomotoras, 134 coches de viajeros y 379 vagones de mercancías y servicios.
La empresa estaba en malas condiciones en términos financieros: el desembolso de capital había ascendido a 2.120.000 libras esterlinas y, en el mejor año, 1913, el efectivo disponible para distribuir después de los intereses del préstamo, las rentas y otras obligaciones era de unas 25.000 libras esterlinas. Con varias categorías de acciones preferentes, esto significaba que los accionistas ordinarios no habían recibido nada. Los accionistas recibieron 4 libras por cada cien por las acciones preferenciales, y 2 libras por las acciones ordinarias, pagadas en certificados diferidos del GWR.
Al planificar trenes desde el norte y Midlands hasta la costa sur, el GWR encontró poco atractivo en el M&SWJR: corría hacia el sureste, en Andover mirando hacia el este, y no logró hacer una conexión útil en Swindon. El GWR prefirió desarrollar la ruta a través de Oxford y Basingstoke, que era de doble vía y ya estaba diseñada como una línea troncal. En Cheltenham, el GWR continuó haciendo funcionar los trenes de la ruta del M&SWJR hasta la estación del Midland (ahora LMS). Sin embargo, el GWR restauró el enlace de la estación de la línea principal de Swindon Town a Swindon, a partir del 22 de octubre de 1923.
El nuevo propietario no simpatizaba con los deficientes ingresos generados por la línea, especialmente en el caso de las rutas al norte de Rushey Platt. Prácticamente toda la línea descendente desde Cirencester hasta Rushey Platt necesitaba ser renovada, y el GWR se dedicó a reducir la sección a vía sencilla en los primeros años de su propiedad de la línea para demorar su renovación. El proceso se completó en 1927, incluyendo dos puntos de conexión. También instituyó su "sistema económico de mantenimiento de vías" en el que se planificarían intervalos en el servicio de los trenes generadores de ingresos para permitir que se llevara a cabo el mantenimiento permanente de las vías. Esto se combinó con los coches automotores del GWR en la sección norte, que podían operar en la línea para transportar hombres y materiales a los lugares de trabajo.
La estación del M&SWJR en Andoversford & Dowdeswell duplicó la estación del GWR en Andoversford, que podría servir tanto a la línea del MS&WJR como a la línea de Kingham. Andoversford & Dowdeswell se cerró el 1 de abril de 1927.
En 1929, el Ayuntamiento de Swindon solicitó aumentar la capacidad de generación de electricidad y encargó una nueva central eléctrica en Moredon. La ubicación estaba en la actual Purton Road, cerca del cruce con Thamesdown Drive, pero en ese momento estaba en una zona rural. El carbón se traía a través de la línea del M&SWJR, hasta 200 vagones por día.
En 1930, el GWR puso en marcha un plan para fortalecer los numerosos puentes débiles de la línea, lo que permitió el funcionamiento de locomotoras más pesadas.
Los pasajeros utilizaban muy poco la estación de Blunsdon y su servicio de trenes se había reducido a una parada hacia el sur por semana (en realidad para la recogida de leche) desde 1922. A partir de septiembre de 1924 se canceló la parada de pasajeros, y el andén de Moredon se cerró el 1 de octubre de 1932. Se abrieron nuevas estaciones en Chiseldon Camp (1 de diciembre de 1930) y Collingbourne Kingston (1 de abril de 1932).
La estación de Cirencester pasó a llamarse Cirencester Watermoor el 1 de julio de 1924, y la estación de Withington pasó a llamarse Withington (Gloucestershire) el mismo día.
La conexión realizada durante la Primera Guerra Mundial a la línea del LSWR en Red Post Junction se eliminó en 1936.

### Racionalización en Marlborough y Savernake

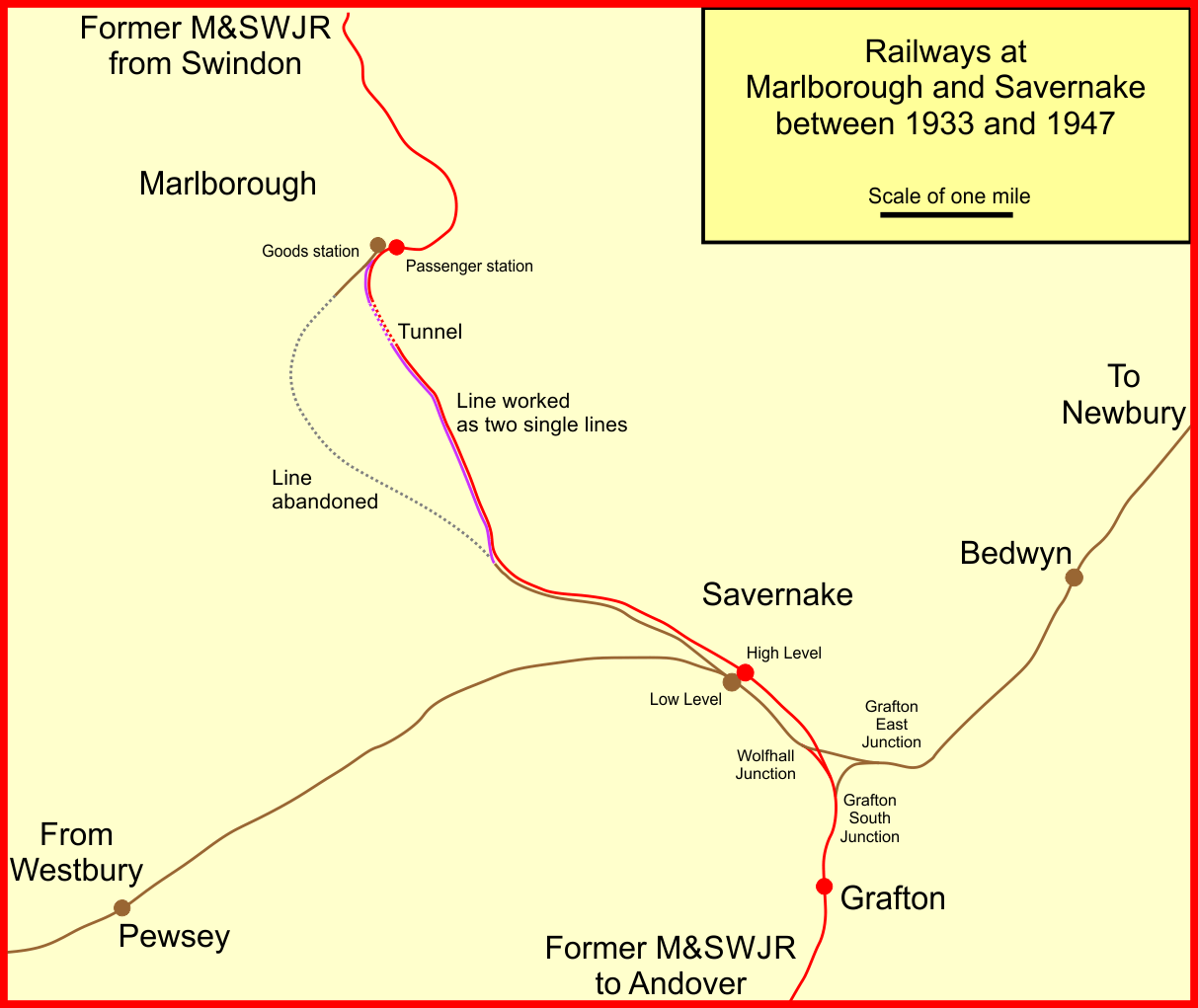
Ferrocarriles de Marlborough y Savernake (1933)

En 1923, el GWR se encontró con dos estaciones en Marlborough y Savernake, y líneas duplicadas entre ellas. No se tomó ninguna acción inmediata, excepto que se asignaron nombres distintivos a partir del 1 de julio de 1924: Marlborough Low Level y Savernake High Level para las estaciones del M&SWJR; y la conexión original entre las dos líneas en Marlborough se restableció para la transferencia de material remolcado en noviembre de 1926.
Se podrían haber hecho ahorros cerrando de inmediato la antigua línea ferroviaria de Marlborough y la ruta del M&GR, y las estaciones de Marlborough High Level y de Savernake High Level, mediante la provisión de un enlace desde el ramal del GWR a la línea del M&SWJR en Hat Gate, inmediatamente al oeste de Forest Road sobre el puente un poco al oeste de las estaciones de Savernake, donde las dos rutas corrían una al lado de la otra. Sin embargo, esto habría introducido una pendiente pésima de 1 en 60 en la línea, en el ramal de Wolfhall y Grafton.
De hecho, no se hizo nada hasta 1933, cuando se llevó a cabo una racionalización menos radical: la antigua ruta de doble vía del M&SWJR se convirtió en dos vías únicas desde Marlborough Tunnel South: la línea descendente del M&SWJR (hacia el sur) ahora se dedicó a trenes directos hacia y desde Savernake High Level sobre la línea del M&GR, y la antigua línea ascendente (hacia el norte) conectada a Savernake Low Level (la antigua línea de la Extensión de Berks y Hants) usando el enlace en Hat Gate; la mayor parte del ramal original del Ferrocarril de Marlborough se cerró y el tráfico de pasajeros se concentró en la estación del M&SWJR existente allí. Esta medida se puso en práctica a partir del lunes 27 de febrero de 1933.

## Segunda Guerra Mundial
Las exigencias de la Segunda Guerra Mundial provocaron el restablecimiento de la conexión de Red Post Junction el 5 de septiembre de 1943, junto con la duplicación entre Weyhill y la conexión. La mayoría de los vías de apartado pasantes para los cruces se ampliaron para dar cabida a 60 vagones más la locomotora y el furgón de cola. Había extensas áreas de adiestramiento de tropas y campamentos en la línea y, además, el enlace norte-sur que conducía a Southampton se usaba mucho con fines militares.
Era necesario revestir el túnel de Marlborough, que había dado problemas anteriormente. A estas alturas, sin embargo, el esquema de racionalización había convertido la línea doble en dos líneas simples, para los trenes de Savernake High Level y Low Level respectivamente. Entre el 26 de julio de 1944 y el 18 de agosto de 1946, se instalaron casetas provisionales de señales: Marlborough Tunnel North y Marlborough Tunnel South, con una sola vía que operaba a través del túnel y la división de las estaciones de Savernake en Marlborough Tunnel South.
Se estableció un gran arsenal de municiones al norte de Savernake en julio de 1940, operado por las tropas estadounidenses para suministrar armamento durante la Batalla del Atlántico, y luego se volvió especialmente relevante en 1944 durante la Batalla de Normandía. La conexión ferroviaria con Southampton también fue importante. Al principio, la base contaba con carga y descarga en el patio de mercancías de Marlborough, pero a mediados de 1943 se comenzó a trabajar para establecer una instalación para facilitar la transferencia de cargas del ferrocarril a la carretera. La conexión estaba ubicada aproximadamente a media milla (alrededor de 1 km) al oeste de Hat Gate Cottage, y se puso en servicio el 18 de agosto de 1943. Este había sido el emplazamiento de la conexión de 1933 entre las líneas del M&SWJR y del GWR. El apartadero corría hacia el norte para dar acceso a tres apartaderos de recepción, y luego hacia el noreste hacia otros dos apartaderos, donde se llevó a cabo la descarga real. Los apartaderos se conocían como North Savernake Sidings y comenzaron a usarse el 18 de agosto de 1943. Su ubicación aparece como una franja de tierra boscosa marcada como "Dismtd Rly" en los planos de (2013) del Mapa del Ordnance Survey. y el área permanente ahora (2013) se utilizan como industria ligera.
Al final de las hostilidades, el sitio siguió utilizándose para almacenar municiones, antes de desecharlas en el mar.
Se registró una fuerte explosión en este lugar el 2 de enero de 1946. La locomotora del GWR n° 2816 había llegado con un tren de municiones formado por 32 vagones procedente de Newport Eastern Valley. Después de que la locomotora se desacoplara y girara alrededor del tren, se produjo una explosión en uno de los vagones, lo que provocó que varios otros se incendiaran inmediatamente. La locomotora 2816 logró separar parte del tren, pero no pudo retirarla de la línea principal porque el accionamiento para cambiar de vía no estaba operativo. Hubo una segunda y una tercera explosiones, que causaron la muerte de 8 soldados y que otros resultasen gravemente heridos. Se condecoró con la Cruz de Jorge al mayor Kenneth Biggs y al sargento Sydney Rogerson por sus acciones durante este incidente, además de una Orden del Imperio Británico, dos Medallas de Jorge y otras cinco Medallas del Imperio Británico. Biggs también recibió la Estrella de Bronce, ya que una parte de las municiones era estadounidense.
El depósito de municiones se eliminó en julio de 1940, y la conexión se eliminó en julio de 1950.

## Desde 1948
Los ferrocarriles fueron nacionalizados en 1948 bajo la Ley de Transporte de 1947. La antigua red del M&SWJR se dividió entre las regiones Oeste y Sur del British Rail, con el límite situado justo al norte de Grafton. Sin embargo, el 1 de febrero de 1958, toda la línea pasó a formar parte de la región occidental y el 3 de noviembre de 1958, los trenes restantes se dirigieron a Cheltenham St James en lugar de a Lansdown.
El tráfico de pasajeros del ramal de Tidworth cesó el 18 de septiembre de 1955 y la línea se transfirió de nuevo al Departamento de Guerra el 28 de noviembre de 1955. Continuó en uso militar hasta el 31 de julio de 1963, y la vía se levantó al año siguiente, aunque se conservó el ramal corto de la línea principal al depósito de Ludgershall. Grafton Curve, justificada para el tráfico militar, cerró el 5 de mayo de 1957. El 15 de septiembre de 1958 se cerró Savernake High Level y se siguió la ruta del M&GR en 1960.
Discurriendo a través de un territorio escasamente poblado y sin capacidad para soportar tráficos de velocidades elevadas, la línea declinó y en 1961 estaba perdiendo 113.000 libras al año. Se canceló al tráfico de pasajeros el 9 de septiembre de 1961, y toda la línea se cerró excepto los tramos de mercancías de Savernake a Marlborough, la línea principal de Swindon a Swindon Town y Cirencester, y de Andover a Ludgershall. Los servicios de vacaciones escolares a Marlborough continuaron hasta que también se retiró el transporte de mercancías en 1964 (el 7 de septiembre).
El 1 de abril de ese año se terminó el servicio de Cirencester, y la línea se acortó para dar servicio a la central eléctrica de Moredon, que solo entraba en funcionamiento en los días de máxima demanda. Cerró en 1979, pero el tráfico ferroviario había cesado en 1969, habiendo sido operada con posterioridad desde Swindon a través de Rushey Platt, dando marcha atrás desde allí.
El tramo a Swindon Town se utilizó para el tráfico de áridos para la construcción de la Autopista M4 en la década de 1970. El último servicio fue un recorrido en tren para entusiastas del ferrocarril en 1972: el "Somerset Quarrymen's Special". Seis años después, en 1978, ya se habían levantado todas las vías.

## Etapa posterior
El depósito militar en Ludgershall quedó conectado a la línea principal en Andover sobre la antigua ruta del M&SWJR, aunque gran parte del depósito fue demolido en 2015.
Han sobrevivido dos coches del M&SWJR: la carrocería Nº 58 de un furgón de frenos, construida en 1890, es de propiedad privada con las letras y la pintura originales, y el coche Nº 64 permanece en una residencia privada en Lavrean, Luxulyan, en Cornualles.

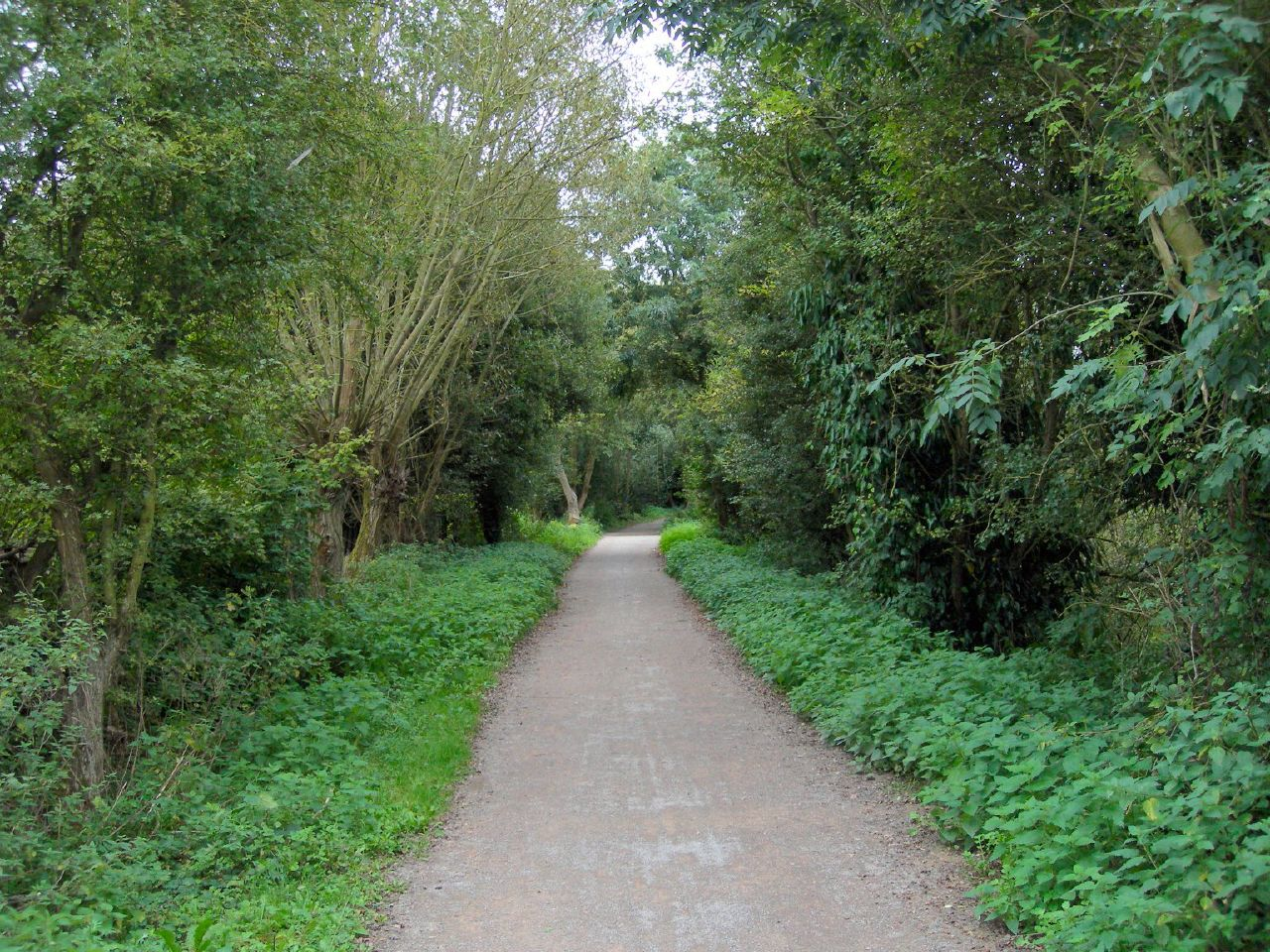
Plataforma original del ferrocarril cerca de Swindon

En lo que respecta a las secciones cerradas:
- Se ha reabierto un tramo corto en el que funciona un tren patrimonial conocido como Ferrocarril de Swindon y Cricklade.[34]
- La Autopista M4 se ha construido sobre una pequeña sección de la ruta entre Chiseldon y Swindon.
- El "Station Old Town Industrial Estate" ahora ocupa el antiguo emplazamiento de la Estación de Swindon Town. ("Nota: existe un polígono industrial en la Estación de Swindon, que ocupa parte del solar de los antiguos talleres del GWR").
- La ruta National Cycle Network 482 sigue el camino ferroviario de Chiseldon a Marlborough.[35]

En enero de 2019, la Campaña por un Transporte Mejor publicó un informe que enumeraba la línea de Swindon a Marlborough como "prioridad 2" para su reapertura. Esta clasificación cataloga las líneas que requieren mayor desarrollo o cambio de circunstancias (como la creación de nuevas urbanizaciones).